# Васил Поптомов
Васил Поптомов (Томов, Томев) Попилиев (изписване до 1945 година: Василъ попъ Томовъ) е български революционер, деец на Вътрешната македоно-одринска революционна организация.

## Биография
Поптомов е роден в 21 май 1874 година в Белица, тогава в Османската империя. Брат е на комунистическия активист Владимир Поптомов. Дядо му поп Илия е известен с прякора си Делипапаз (тоест Лудия поп) заради смелата защита на местното население от османската власт. Бащата на Владимир, поп Тома Попилиев е български екзархийски свещеник, който в продължение на 15 години е начело на българската черковно-училищна община и е един от водачите на ВМОРО в Белица, убит от османските власти.
Васил Поптомов завършва начално образование в Белица и българска прогимназия в Мехомия, след което първия подготвителен курс за начални учители в Сярското българско педагогическо училище. Става български учител в село Плевня, Драмско, а след това в родното си село Белица. След убийството на баща му, председател на Белишката община, през септември 1902 година, властите конфискуват къщата му. Васил Поптомов е отвлечен от помаци бандити, начело с Амди Чауш, но успява да се измъкне и става нелегален четник в четата на войводата Георги Николов.
С четата на Георги Николов Васил Поптомов взима участие в Илинденско-Преображенското въстание през лятото на 1903 година. На 17 септември четата дава кърваво сражение при Среде река над Белица и разпръсва башибозука, за да запази бягащите от опожарената Белица бежанци. Васил Поптомов остава на пост на улицата под църквата, за да посочва пътя на беличани.
След амнистията, в 1904 година Поптомов се връща в опожарената Белица и е избран единодушно за мухтар и председател на общината. През юли 1905 година Околийският революционен комитет изпраща терористи да убият помака золумджия Насъф Тапанарски, взел участие и в Баташкото клане. На 5 юли Насъф е убит заедно със синовете си в местността Сухо село, Беличко землище. Васил Поптомов е набеден пред съда за участие в убийството, а за физически убийци са обявени Григор и Костадин Бояджиеви, чаркчии в гората. Поптомов е осъден на пет години строг тъмничен затвор, а Григор Бояджиев и 
братовчед му Костадин – на 15 години затвор. Откарани са вързани и бити до Сяр. Поптомов е затворен в Едикуле в Солун, където лежи три години.
Васил Поптомов взима участие в Първата световна война с Българската армия.
Васил Поптомов умира на 13 юни 1933 година.
На 12 февруари 1943 година вдовицата му Мария Поптомова подава молба за българска народна пенсия, подписана от Георги Ив. Ковачев, Янко Богатинов и Иван Тричков. Молбата е одобрена и пенсията е отпусната от Министерския съвет на Царство България.